# Unus homo, nullus homo
Unus homo, nullus homo, in latino, significa "un uomo da solo [non è] nessuno".
È una massima che si usa soprattutto in ambito giuridico, per rappresentare l'importanza della dimensione sociale nell'esperienza umana.
Nessuno di noi può far fronte a tutto, ma assieme agli altri esseri umani, opportunamente organizzati, è possibile trovare la soluzione di molti problemi pratici.